# G.709
La recomendación de ITU-T G.709 Interfaces para la Red de Transporte Óptica (OTN) describe un medio para comunicar datos a través de una red óptica. Es un método estandarizado para el transporte transparente de servicios sobre longitudes de onda ópticas en sistemas DWDM. También se conoce como Jerarquía de Transporte Óptico (OTH) estándar. La primera edición de este protocolo se aprobó en 2001.
La señal G.709 OTUk se posiciona como una señal de capa de servidor para varias señales de cliente, p. ej. SDH/SONET, ATM, IP, Ethernet, Canal de Fibra y OTN ODUk (dónde k=0, 1, 2, 2e, 3, 3e2, 4 o flex). Actualmente, se está trabajando en la compatibilidad con señales de cliente de InfiniBand y Interfaz Radiofónico Público Común.
La estructura del marco definida en G.709 se compone de 4 áreas:
1. OPUk[2] Es el área en la que se asigna la carga útil.
2. ODUk Contiene el OPUk con bytes adicionales de sobrecarga (p. ej. TTI, BIP8, GCC1/2, TCM etc.).
3. OTUk Es la sección e incluye marcos, TTI, BIP8 y bytes GCC0.
4. FEC – El estándar FEC (descrito en G.975) es una codificación Reed–Solomon calculada en las columnas de carga útil (OPU). Esto permite la detección y corrección de errores de bits debidos a alteraciones de la señal durante la transmisión. El código FEC también extiende la distancia que la señal óptica puede viajar antes de requerir regeneración.

G.709 ofrece capacidades avanzadas de OAM&P como Monitoreo de Conexión del Tándem (TCM), Monitoreo de rendimiento de extremo a extremos, Monitoreo de conectividad, Supervisión de calidad de señal y Canal de comunicación general (GCC).